# Römisch-katholische Kirche in Indien
Die römisch-katholische Kirche in Indien und Bhutan ist Teil der weltweiten katholischen Kirche.

## Beschreibung
Die katholische Kirche Indiens gliedert sich geschichtsbedingt in drei unterschiedliche Riten oder Liturgietraditionen, von denen jeder eigene Bistümer unterhält. Es sind dies der römische Ritus (Lateiner), der syro-malabarische Ritus (ost-syrisch) und der syro-malankarische Ritus (west-syrisch). Die Diözesen der einzelnen Riten überlappen sich oft gebietsmäßig und umfassen jeweils nur die Katholiken des eigenen Liturgieritus. Alle Diözesen sind seit 1944 ritusunabhängig in der katholischen Bischofskonferenz von Indien (C.B.C.I.) zusammengeschlossen. 2011 existierten landesweit 30 Erz- und 135 Suffraganbistümer; zusammen 165 Diözesen. Davon gehören 129 Bistümer zum römischen, 28 zum syro-malabarischen und 8 zum syro-malankarischen Ritus. Es gibt in der katholischen Kirche Indiens, gemäß statistischer Erfassung aus dem Jahre 2003, 14.000 Weltpriester, 13.000 Ordenspriester und 90.000 Ordensschwestern. Die Anzahl der Christen in Indien beträgt ungefähr 25 Millionen, wovon sich ca. 18 Millionen zur Katholischen Kirche bekennen. Hiervon gehören ca. 500.000 dem syro-malankarischen, 2,5 Millionen dem syro-malabarischen und 15 Millionen dem römischen Ritus an.
Zur diplomatischen Vertretung des Heiligen Stuhls in Indien wurde im Jahr 1881 eine Apostolische Nuntiatur errichtet. Erster Nuntius war von 1884 bis 1887 Erzbischof Antonio Agliardi. Erzbischof Leopoldo Girelli vertritt den Heiligen Stuhl seit März 2021 als Apostolischer Nuntius in Indien.

## Geschichte

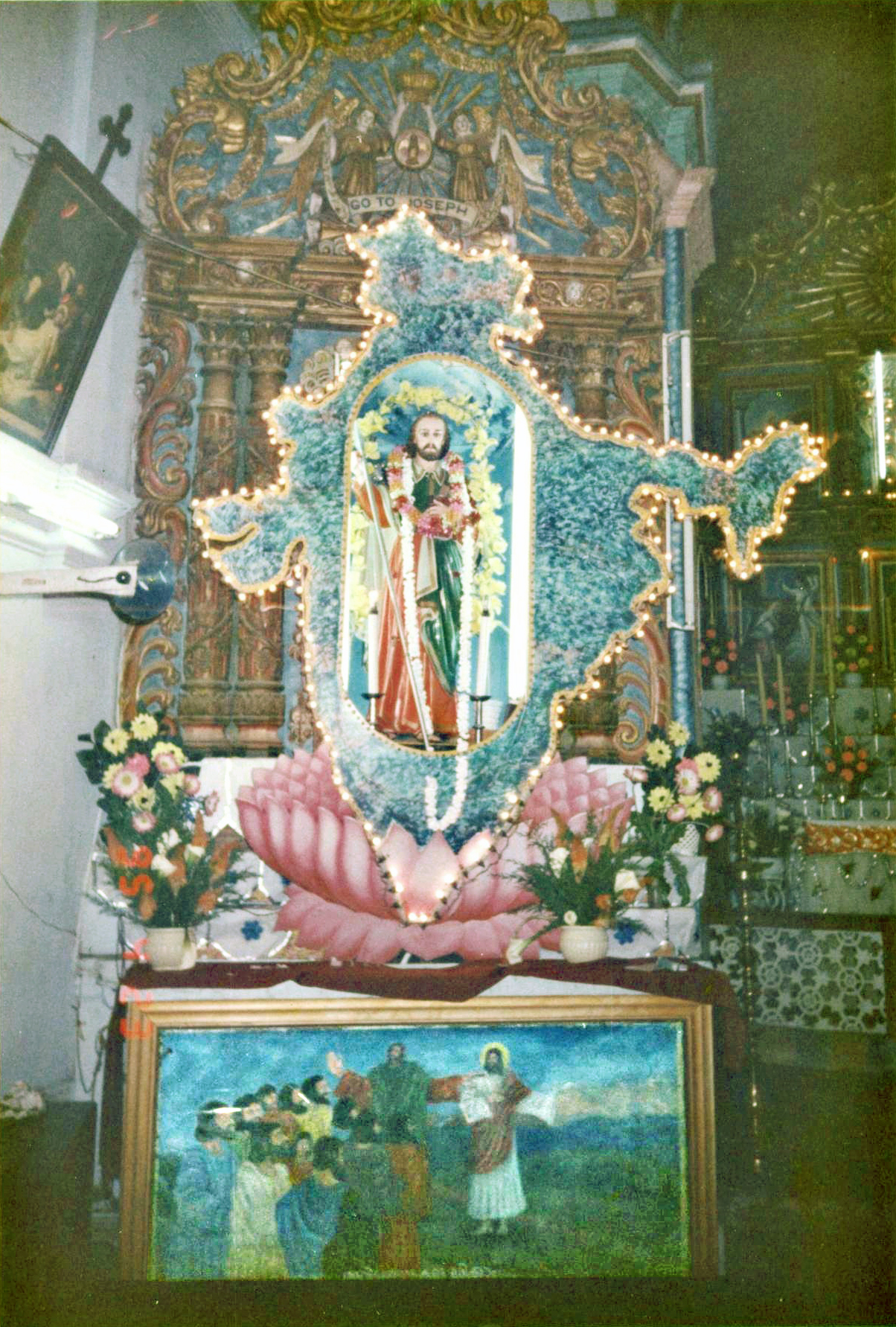
St. Thomas vor der Landkarte Indiens
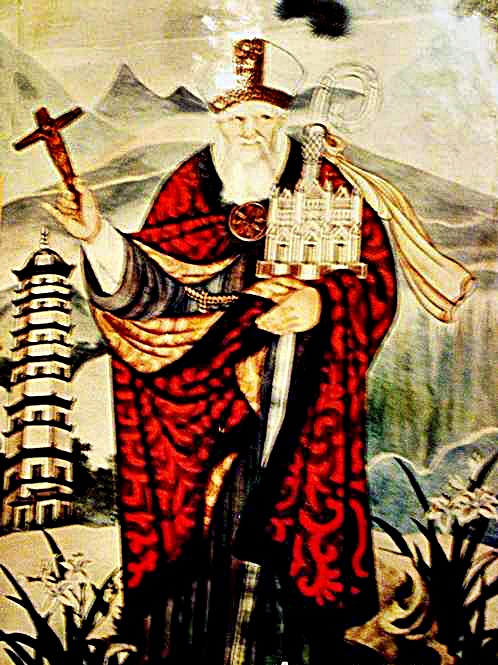
Giovanni de Marignolli, Päpstlicher Legat in Quilon
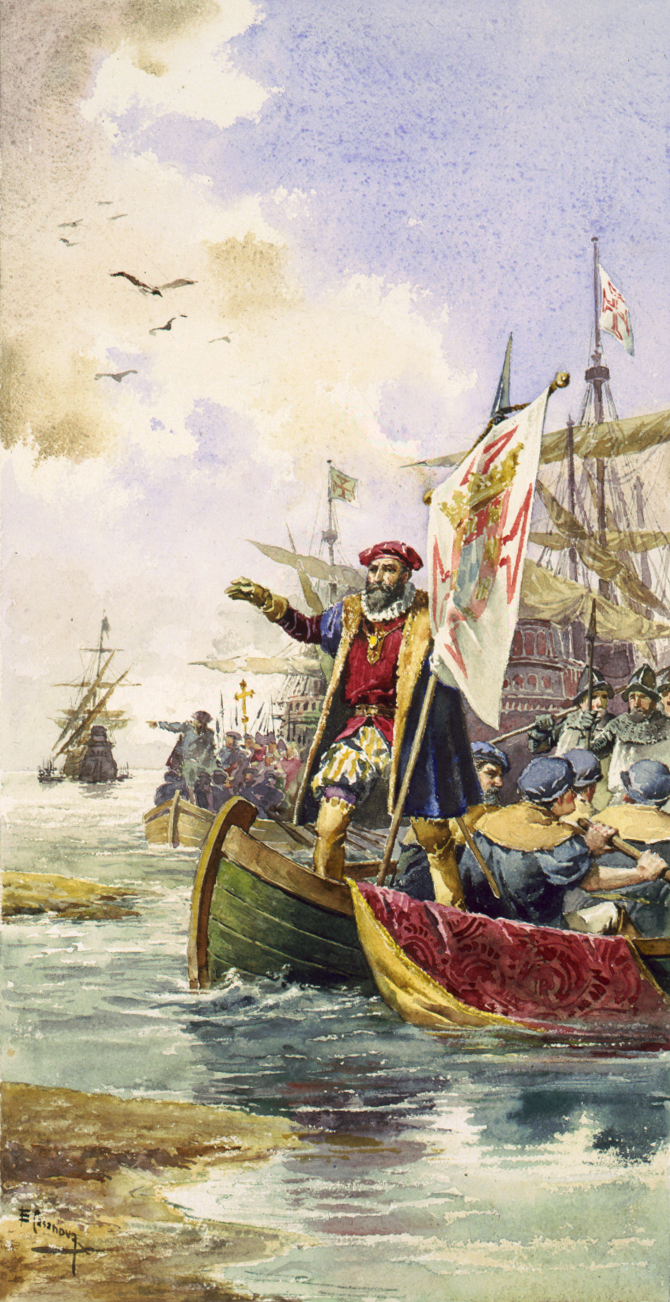
Die Portugiesen landen 1498 in Indien
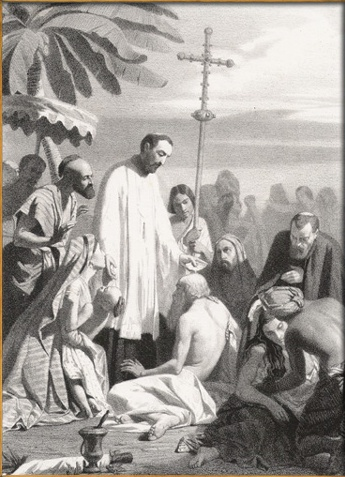
St. Franz Xaver tauft in Indien

### Vorkoloniale Zeit
Die katholische Kirche in Indien ist apostolischen Ursprungs. Nach der beständigen Ortstradition landete der Apostel Thomas im Jahre 52 in Muziris (Kodungallur), im heutigen Kerala, gründete entlang der Malabarküste sieben christliche Gemeinden und starb als Märtyrer in Mailapur bei Madras. Aus dieser Gründung entwickelte sich die Kirche in Indien, lange bevor europäische Kolonialmächte dort wirkten. Sie folgte dem ost-syrischen Liturgieritus. Ihre Bischöfe bezog die indische Kirche aus dem Katholikat von Seleukia-Ktesiphon im heutigen Irak, woraus sich später die Assyrische Kirche des Ostens entwickelte. Trotzdem die von dort nach Indien geschickten Bischöfe den Titel eines indischen Metropoliten führten, handelte es sich um reine Weihbischöfe für geistliche Funktionen. Alle sonstigen Entscheidungen wurden vom sogenannten „Erzdiakon“ getroffen, der stets ein Einheimischer war.
Durch die ungünstigen Zeitumstände (Sassanidenreich in Persien und Ausbreitung des Islam) sowie die weite Entfernung bestand zur Kirche Europas nur ein sehr lockerer Kontakt. Auf dem Konzil von Nicäa (325) war noch ein Bischof von „Grossindien“ vertreten, der die Beschlüsse mit unterzeichnete. Aus Europa besuchten hin und wieder Pilger auf abenteuerlichen Reisen das Grab des Apostels Thomas in Mailapur. Trafen beide christliche Gruppen – Lateiner und Syrer – bei seltenen Gelegenheiten zusammen, so sah man sich gegenseitig als zur gleichen Kirche gehörig an. Solch ein Zusammentreffen fand beispielsweise 883 statt, als Bischof Sighelm von Sherborne in England, im Auftrag König Alfreds des Großen das Apostelgrab und die Christen im südindischen Mailapur besuchte.

### Die ersten Lateiner
Der italienische Franziskaner Johannes von Montecorvino landete im Jahr 1291 in Quilon an der Malabarküste. Er missionierte und betreute die dort vorgefundenen Thomaschristen der syrischen Tradition, bevor er Indien in Richtung Osten durchquerte und schließlich nach China zog. Sein in Mailapur verstorbener Begleiter, der Dominikaner Nicolaus von Pistoja, wurde dort ganz selbstverständlich in der syrischen Grabeskirche des Apostels Thomas begraben, was ein deutlicher Beleg für die damals noch vorherrschende gegenseitige Akzeptanz der europäischen und indischen Christen ist. In einem Brief aus China bekräftigte er 1305 noch einmal die Grabstelle seines Mitbruders in der indischen St.-Thomas-Kirche und unterschied die dortigen Verhältnisse von jenen, die er in China antraf, wo er auf ihm feindlich gesinnt „Nestorianer“ stieß.
1320 zog der französische Dominikanerpater Jordanus Catalanus de Severac im päpstlichen Auftrag nach Asien, wo er sich in Quilon niederließ, um zu missionieren und auch den bereits dort ansässigen Christen des syrischen Ritus als Seelsorger zu dienen. Ab dem Jahr 1323 sind hier Taufen belegt, die er vollzog. 1328 reiste er nach Avignon und berichtete Papst Johannes XXII. über die dortige Christengemeinde, worauf dieser am 9. August 1329 die Bulle Romanus Pontifex erließ und damit die Diözese Quilon als erstes aller katholischen indischen Bistümer offiziell ins Leben rief. Am 21. August gleichen Jahres folgte die Bulle Venerabili Fratri Jordano, mit welcher der Pontifex Pater Jordanus zum ersten Oberhirten bestimmte. Quilon unterstand als Suffragandiözese dem lateinischen Erzbistum Sultaniya in Persien, dem heutigen Soltaniyeh, in der iranischen Provinz Zandschan; zu jener Zeit Hauptstadt der dem Christentum gegenüber aufgeschlossenen Dynastie der Ilchane. Bischof Jordanus verfasste auch eine ausführliche Beschreibung Indiens und der von ihm angetroffenen Zustände, die uns unter dem Titel „Mirabilia Descripta“ erhalten ist. Er wurde 1336 in Bombay von Muslimen gesteinigt.
Als der Missionar und päpstliche Legat Giovanni de Marignolli 1348 nach Quilon kam, traf er Bischof Jordanus nicht mehr an, jedoch fand er zu seinem Erstaunen eine lateinische Christengemeinde vor, die er ein Jahr und vier Monate betreute und deren Kirche er mit Malereien ausschmückte, bevor er weiterreiste. Außerdem errichtete er zum Gedenken an seinen Aufenthalt dort eine von einem Kreuz bekrönte Marmorsäule mit indischer und lateinischer Inschrift sowie dem päpstlichen und seinem eigenen Wappen, die noch 1662 von dem holländischen Geistlichen Baldeus bezeugt wird, damals – über 300 Jahre nach ihrer Errichtung – aber von den einheimischen Gläubigen dem Hl. Thomas zugeschrieben wurde. Quilon bestand als einziges lateinisches Bistum Indiens formell weiter, verwaiste jedoch und besaß keine offizielle Hierarchie mehr. Die örtlichen Christen wurden wieder von Priestern des syrischen Ritus betreut.

### Koloniale Epoche
1498 landeten die Portugiesen unter dem Seefahrer Vasco da Gama in Indien, begannen als erste Europäer der Neuzeit sich fest dort anzusiedeln und bauten ein Kolonialreich auf. Sie trafen auf die hier existierenden Christengemeinschaften, die dem ost-syrischen Liturgieritus angehörten und in denen die wenigen Lateiner aus den Missionsbemühungen des 14. Jahrhunderts ebenfalls aufgegangen waren. Diese Christen, meist als Thomaschristen bezeichnet, betrachteten sich als Teil der allgemeinen Kirche und unterstellten sich sofort in ihrer Gesamtheit dem Papst.
Kodungallur bei Ernakulam, im heutigen Kerala, gilt als der Ankunftsort des Hl. Thomas in Indien und war lange Zeit der Sitz des Metropoliten der Thomaschristen. Später verlegten sie die Residenz nach Udayamperoor (Diamper), schließlich nach Angamaly. Vor dem Eintreffen der Portugiesen und noch zu Anfang ihrer Kolonialtätigkeit wurden die indischen Metropoliten vom chaldäischen Patriarchen der Assyrischen Kirche des Ostens entsandt. Dieses Patriarchat stand schon lange in lockerer Verbindung mit Rom. Seit Patriarch Mar Johann Shimun Sulaqa, 1553 in der Peterskirche zu Rom zum Bischof geweiht, besteht eine förmliche Kirchenunion und die Teilkirche trägt die Bezeichnung Chaldäisch-Katholische Kirche.
Anfangs wurden die vom chaldäisch-katholischen Patriarchen nach Indien entsandten Bischöfe von den portugiesischen Kolonialherren akzeptiert, je stärker sie dort ihre eigene Herrschaft etablieren konnten, aber immer mehr unterdrückt. Als zusätzliches Druckmittel bezichtigte man die Thomaschristen auch der Häresie des Nestorianismus, da sie ihre Bischöfe vom chaldäischen Patriarchen bezogen. Damals amtierte in Indien, mit päpstlicher Legitimation, von 1556 bis 1569, Mar Joseph Sulaqa, der leibliche Bruder von Patriarch Johann Shimun Sulaqa, als syro-katholischer Metropolit von Angamaly. Bereits im Konsistorium vom 20. Februar 1553 hatte Kardinal Bernardino Maffei anlässlich der bevorstehenden Verleihung der Patriarchenwürde an Johann Shimun Sulaqua eine Rede gehalten, in der er den sogenannten „Nestorianern“ in Seleukia-Ktesiphon und Indien ausdrücklich attestierte; sie trügen nur diese Bezeichnung, in Wirklichkeit seien sie völlig rechtgläubig.
Ungeachtet dessen initiierte Portugal in Indien die nie von Rom konfirmierte und heute als „Räubersynode“ eingestufte Synode von Diamper. Mit Hilfe des konstruierten Häresievorwurfs resultierte im Dezember 1599 daraus die Unterstellung des Metropolitansitzes von Angamaly als Suffraganbistum unter das lateinische Erzbistum Goa. Dieses stand wiederum unter der Hoheit Portugals; der Erzbischof war gleichzeitig Vizekönig und Bischofsernennungen erfolgten dort nur im Einvernehmen mit der portugiesischen Krone. Der letzte vom chaldäisch-katholischen Patriarchen in Indien eingesetzte Erzbischof von Angamaly war Mar Abraham († 1597). Ihm folgten die lateinischen Erzbischöfe Francis Roz SJ († 1624), Stephen Britto († 1641) und Francis Garcia († 1659). Erzbischof Roz hatte den Sitz der Diözese von Angamaly nach Cranganore (heute Kodungallur) verlegt. Die lateinischen Oberhirten standen der chaldäischen (= ost-syrischen) Liturgie fremd gegenüber und versuchten sie ihrem eigenen lateinischen Ritus anzugleichen. Der dort traditionelle Ritus – heute syro-malarbarisch genannt – wurde mehr oder weniger stark unterdrückt.
Die Auseinandersetzungen zwischen den portugiesischen Missionaren und den Thomaschristen gipfelten in dem Schwur vom Schiefen Kreuz (Coonan Cross in Fort Cochin), aus dem die Abspaltung eines Teils der Thomaschristen von der katholischen Kirche resultierte. Durch die nachhaltigen Bemühungen des päpstlichen Gesandten, Bischof Joseph of S. Maria de Sebastiani, OCD und des von ihm 1663 zum Bischof geweihten, einheimischen Thomaschristen Alexander de Campo, konnten jedoch die meisten Gläubigen wieder in die Einheit der katholischen Kirche zurückgeführt werden.
Nach dem Tod von Bischof Alexander de Campo (1687) gab es in der katholischen Kirche Indiens nur noch lateinische Diözesen. Besonders durch die Bemühungen der Jesuiten, wie etwa dem Hl. Franz Xaver, dem Hl. Johannes de Britto und dem seligen Rodolfo Acquaviva hatte die Zahl der neubekehrten Christen des lateinischen Ritus die der Thomaschristen der ost-syrischen Tradition zu übersteigen begonnen. Die lateinische Mission wurde auf ganz Indien ausgedehnt, während die Thomaschristen fast ausschließlich in Süd-Indien existierten. Die lateinischen Bischöfe regierten die katholischen Thomaschristen bis 1887 meist durch einheimische Prälaten des syrischen Ritus, die keine Bischofsweihe besaßen. Einer davon, Kuriakose Elias Chavara (1805–1871), wurde 1986 seliggesprochen. Ab 1887 wurden die Thomaschristen generell aus der lateinischen Jurisdiktion herausgelöst und exklusiv für sie (unter lateinischen Titularbischöfen) die Apostolischen Vikariate Trichur und Kottayam geschaffen, welche man 1896 in die drei Vikariate Trichur, Ernakulam und Changanacherry umwandelte. In jenem Jahr traten erstmals syro-malabarische Titularbischöfe als Apostolische Vikare an die Spitze der Sprengel. Das 1896 aufgelöste Vikariat Kottayam wurde 1911 wiedererrichtet, jedoch nun als exklusives Personalvikariat für die endogame Gruppe der Knananiten unter den katholischen Thomaschristen. Am Thomastag, dem 21. Dezember 1923, stellte Papst Pius XI. die ordentliche Hierarchie der katholischen Thomaschristen Indiens nach über 300 Jahren wieder her, die heutige Syro-malabarische Kirche.
Jene Thomaschristen, die nach dem Schwur am Schiefen Kreuz, 1653, im Schisma verharrten, verloren trotzdem ihren angestammten ost-syrischen Ritus, da sie nur autokephale Bischöfe aus Antiochien fanden, die bereit waren, ihnen Weihen zu spenden. Sie nahmen daher zwangsweise auch deren west-syrischen Liturgieritus an. Von ihnen kehrte 1930 ein Teil, mit ihrem nachträglich übernommenen west-syrischen Messritus, in die katholische Kirche zurück, die heutige syro-malankarische katholische Kirche.
1953 wurde der erste indische Kardinal ernannt.

## Übersicht der Kirchenprovinzen
- Erzbistum Agra

1. Bistum Ajmer
2. Bistum Allahabad
3. Bistum Bareilly
4. Bistum Jaipur
5. Bistum Jhansi
6. Bistum Lucknow
7. Bistum Meerut
8. Bistum Udaipur
9. Bistum Varanasi

- Erzbistum Bangalore

1. Bistum Belgaum
2. Bistum Bellary
3. Bistum Chikmagalur
4. Bistum Gulbarga
5. Bistum Karwar
6. Bistum Mangalore
7. Bistum Mysore
8. Bistum Shimoga
9. Bistum Udupi

- Erzbistum Bhopal

1. Bistum Gwalior
2. Bistum Indore
3. Bistum Jabalpur
4. Bistum Jhabua
5. Bistum Khandwa

- Erzbistum Bombay

1. Bistum Nashik
2. Bistum Poona
3. Bistum Vasai

- Erzbistum Calicut

1. Bistum Kannur
2. Bistum Sultanpet

- Erzbistum Cuttack-Bhubaneswar

1. Bistum Balasore
2. Bistum Berhampur
3. Bistum Rayagada
4. Bistum Rourkela
5. Bistum Sambalpur

- Erzbistum Delhi

1. Bistum Jammu-Srinagar
2. Bistum Jalandhar
3. Bistum Simla und Chandigarh

- Erzbistum Gandhinagar

1. Bistum Ahmedabad
2. Bistum Baroda

- Erzbistum Guwahati

1. Bistum Bongaigaon
2. Bistum Dibrugarh
3. Bistum Diphu
4. Bistum Itanagar
5. Bistum Miao
6. Bistum Tezpur

- Erzbistum Goa und Daman
  - Bistum Sindhudurg
- Erzbistum Hyderabad

1. Bistum Cuddapah
2. Bistum Khammam
3. Bistum Kurnool
4. Bistum Nalgonda
5. Bistum Warangal

- Erzbistum Imphal
  - Bistum Kohima
- Erzbistum Kalkutta

1. Bistum Asansol
2. Bistum Bagdogra
3. Bistum Baruipur
4. Bistum Darjeeling
5. Bistum Jalpaiguri
6. Bistum Krishnagar
7. Bistum Raiganj

- Erzbistum Madras-Mylapore

1. Bistum Chingleput
2. Bistum Coimbatore
3. Bistum Ootacamund
4. Bistum Vellore

- Erzbistum Madurai

1. Bistum Dindigul
2. Bistum Kottar
3. Bistum Kuzhithurai
4. Bistum Palayamkottai
5. Bistum Sivagangai
6. Bistum Tiruchirappalli
7. Bistum Tuticorin

- Erzbistum Nagpur

1. Bistum Amravati
2. Bistum Aurangabad

- Erzbistum Patna

1. Bistum Bettiah
2. Bistum Bhagalpur
3. Bistum Buxar
4. Bistum Muzaffarpur
5. Bistum Purnea

Provinzen und Diözesen der katholischen Kirche in Indien mit lateinischem Ritus

- Erzbistum Pondicherry und Cuddalore

1. Bistum Dharmapuri
2. Bistum Kumbakonam
3. Bistum Salem
4. Bistum Tanjore

- Erzbistum Raipur

1. Bistum Ambikapur
2. Bistum Jashpur
3. Bistum Raigarh

- Erzbistum Ranchi

1. Bistum Daltonganj
2. Bistum Dumka
3. Bistum Gumla
4. Bistum Hazaribag
5. Bistum Jamshedpur
6. Bistum Khunti
7. Bistum Port Blair
8. Bistum Simdega

- Erzbistum Shillong

1. Bistum Agartala
2. Bistum Aizawl
3. Bistum Jowai
4. Bistum Nongstoin
5. Bistum Tura

- Erzbistum Trivandrum

1. Bistum Alleppey
2. Bistum Neyyattinkara
3. Bistum Punalur
4. Bistum Quilon

- Erzbistum Verapoly

1. Bistum Cochin
2. Bistum Kottapuram
3. Bistum Vijayapuram

- Erzbistum Visakhapatnam

1. Bistum Eluru
2. Bistum Guntur
3. Bistum Nellore
4. Bistum Srikakulam
5. Bistum Vijayawada